# Громушкіна Наталія Валеріївна
Наталія Валеріївна Громушкіна (нар.. 29 вересня 1975, Москва) — російська актриса театру і кіно, продюсер, режисер і співачка.
Внесена до бази «Миротворець» за свідоме порушення державного кордону України з метою проникнення в окупований Росією Крим. У березні 2017 року вона виступала на сцені Севастополя, Сімферополя та Ялти, граючи у спектаклі «Ох вже ця звичка одружуватися».

## Біографія
Наталія Громушкіна народилася в Москві в 1975 році в родині перекладачки Олени Василівни Громушкіної та доктора історичних наук Валерія Павловича Громушкіна (нар. 1945). Її дідусь Павло Георгійович Громушкін (1913—2008) був відомим художником і обіймав високу посаду у зовнішній розвідці. У нього проходили власні виставки. Портрети Павла Георгійовича Громушкіна літали в космос, побували на станції «Мир» і зараз знаходяться в Музеї космонавтики. У дитинстві Наталка ходила на танці, в музичну школу, відвідувала гурток художнього читання, співала в дитячому ВІА. З шести років займалася танцями в дитячому колективі при Держтелерадіо СРСР (під керівництвом В. Попова). У 1986 році взяла участь в першому радянсько-американському мюзиклі «Peace Child» («Дитя світу»). Навчалася в музично-хореографічній школі № 1113 у Москві.
Дебют Наталії Громушкіної у кіно відбувся в 13 років у фільмі «До першої крові» (1989).
Закінчила Російську академію театрального мистецтва (нині Російський інститут театрального мистецтва — ГІТІС) (курс Леоніда Хейфеца). У 1995—1997 роках, під час навчання в ГІТІСі, грала в КВК. Виступала за команду «Ескадрон гусар».
У 1997 році Наталія Громушкіна брала участь у відборі акторів для участі у зйомках художнього фільму режисера Юрія Кари за романом Чингіза Айтматова «Тавро Кассандри» на борту орбітальної космічної станції «Мир» і була допущена до спеціальних тренуваннь, але через проблеми з фінансуванням фільму у підготовці не брала участі. З 1994 року вона працює запрошеною актрисою Театру імені Моссовєта, а з 1998 року Наталія Громушкіна — актриса Театру на Малій Бронній.
У 2016 році набрала свій курс у Московському інституті театрального мистецтва п/у І. Д. Кобзона.

## Родина
- Перший чоловік (2001 — 20 січня 2005) — актор Олександр Домогаров (нар. 12 липня 1963).
- Другий чоловік (з 2012) — актор Ілля Оболонков (нар. 26 листопада 1981)[8].
  - Син — Гордій Олександрович Громушкін (нар. 9 травня 2005)[9].
  - Дочка — Іліана Іллівна Громушкіна-Оболонкова (нар. 5 червня 2013)[10].

## Кар'єра

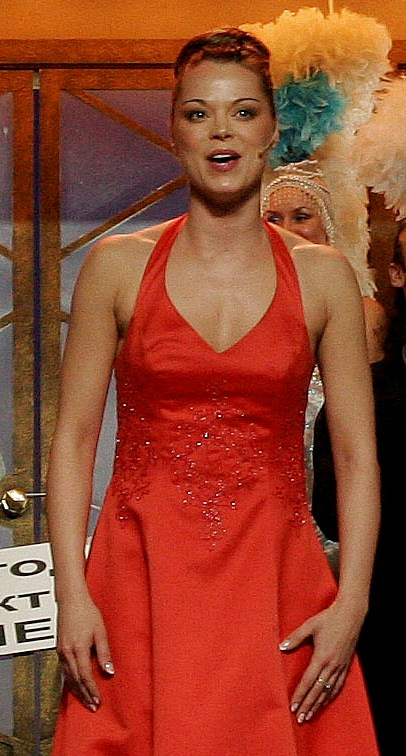
На церемонії вручення Національної премії «Музичне серце театру» 1 березня 2007 року в Будинку музики.

### Роботи в театрі
- «Шиворіт навиворіт». Автори: Юрій Ентін. Р. Гладков. В. Богачов — Драконша
- «Венеціанський купець». Режисер Андрій Житинкін — Джессіка
- «Милий Друг». Режисер А. Житинкін
- «Ніжинський, божевільний Божий клоун». Режисер А. Житинкін
- «Піаніно в траві». Режисер А. Ісаков — Ізабель
- «Портрет Доріана Грея». Режисер А. Житинкін
- «Весела сімейка». Продюсер — Міла Вергасова
- «СКАНДАЛ! Публіці дивитися забороняється!». Режисер В. Саркісов

### Роботи в мюзиклах
- 2002 — Чикаго
- 2003 — 12 стільців
- 2009 — Мата Харі — Гертруда Гессе (Мата Харі)
- 2009 — Cabaret — Саллі Боулз, фройляйн Кост
- 2009 — Нотр-Дам де Парі (гастрольна версія)— Фльор де Ліс
- 2011 — «Ромео і Джульєтта» (гастрольна версія) — Синьйора Монтеккі
- 2012 — Моя прекрасна Кет — Катерина (Катаріна), Анжела (Б'янка)

### Роботи в кіно
| Рік         |   | Назва                          | Роль              |    |
| ----------- | - | ------------------------------ | ----------------- | -- |
| 1989        | ф | До першої крові                | Світлана          | ру |
| 1989        | ф | Биндюжник і Король             | рибалка           | ру |
| 1990        | ф | Вічний чоловік                 | Надія Федосіївна  | ру |
| 1996        | ф | Лінія життя                    | «Нічний метелик»  | ру |
| 2000        | с | Марш Турецького                | Поліна Скиба      | ру |
| 2001        | с | Соломія                        | Пейса             | ру |
| 2001        | ф | Я - лялька                     | Міла              | ру |
| 2004        | с | Ундіна-2. На гребені хвилі     | Аня               | ру |
| 2004 — 2006 | с | Моя прекрасна нянька           | Ліза              | ру |
| 2005 — 2007 | с | Приречена стати зіркою         | Альбіна Медведєва | ру |
| 2006 — 2007 | с | Хто в домі господар?           | Жанна Миколаївна  | ру |
| 2007        | ф | Мовчазний свідок               | Людмила Молодцова | ру |
| 2007        | ф | Скажена                        | Зоя               | ру |
| 2007        | с | Жіночі історії                 | Поліна Віленська  | ру |
| 2008        | с | Серцеїдки                      | Галина Макарова   | ру |
| 2008        | ф | Ставка на життя                | Микита            | ру |
| 2008        | с | Фотограф                       | Вероніка          | ру |
| 2009        | с | Місто спокус                   | Катерина Родіна   | ру |
| 2009        | ф | Божевільна допомога            | багачка           | ру |
| 2010        | ф | Була любов                     | Лариса Маєвська   | ру |
| 2010        | ф | Джокер                         | Анна Смирнова     | ру |
| 2010        | ф | Сорок третій номер             | Ольга Завадська   | ру |
| 2010        | ф | Я щаслива!                     | Катрін            | ру |
| 2011        | ф | А щастя десь поряд             | Галина            | ру |
| 2011        | ф | Вийти заміж за генерала        | Лариса            | ру |
| 2011        | с | Дикий 2                        | Звонарьова        | ру |
| 2012        | ф | У Росію по любов!              | Христина          | ру |
| 2012        | с | Цікава Варвара                 | Шумоліна          | ру |
| 2012        | с | Московський декамерон          | Оригінальна       | ру |
| 2012        | ф | Новорічний шлюб                | Жанна Подільська  | ру |
| 2013        | ф | Альпіністи                     | Марія             | ру |
| 2013        | с | Тихе полювання                 | Світлана          | ру |
| 2015        | ф | Мама, не їдь!                  | мама              | ру |
| 2016        | ф | Поруч з нами                   | Світлана          | ру |
| 2017        | с | Зниклі безвісти. Друге дихання | Діана             | ру |

### Режисер та продюсер
- 2004 — виконавчий продюсер вистави «Поминальна молитва, або скрипаль на даху» у Музичному театрі національного мистецтва під керівництвом В. Назарова.
- З 2005 року — арт-продюсер національного фестивалю «Музичне серце театру» та засновник премії «Музичне серце театру».
- На I Національному фестивалі «Музичне серце театру» виступила в якості режисера-постановника церемонії відкриття.
- 2009 — мюзикл Cabaret — продюсер.
- 2012 — музичний спектакль «Моя прекрасна Кет».
- 2016 — відкрила майстерню в Інституті театрального мистецтва п/у І. Д. Кобзона.

### Телебачення
- Учасниця шоу «Золотий пил».
- 2008 — Учасниця і фіналістка шоу «Танці з зірками».

### Музика
- 1992 — Конкурсантка «Слов'янського базару-92»

## Цікаві факти
Захоплюється дайвінгом і рибалкою.